# Acacia californica
Acacia californica é uma espécie de leguminosa do gênero Acacia, pertencente à família Fabaceae.